# Skräddartjärnen (Malungs socken, Dalarna)
Skräddartjärnen är en sjö i Malung-Sälens kommun i Dalarna och ingår i Göta älvs huvudavrinningsområde.